# Heinrich Gottfried Scheidemantel
Heinrich Gottfried Scheidemantel (* 15. September 1739 in Gotha; † 1. Januar 1788 in Stuttgart) war ein deutscher Rechtswissenschaftler und Hochschullehrer.

## Leben
Scheidemantel, der Sohn eines Arztes, besuchte das Gothaer Gymnasium, ging anschließend an die Universität Jena, an der er, ein Studium hauptsächlich der Rechts- und Geschichtswissenschaften absolvierte. Er wurde noch in der Zeit seiner Studien Sekretär bei der lateinischen Gesellschaft in Jena. 1765 wurde er mit der Dissertation de successione illustrium tanquam privatorum in allodia zum Dr. iur. promoviert. In derselben Zeit erhielt er zudem den philosophischen Magistergrad. Er habilitierte sich an der Universität und wurde 1769 außerordentlicher Professor des Lehnrechts, 1772 ordentlicher überzähliger Professor, sowie schließlich 1782 ordentlicher Professor.
Scheidemantel folgte 1784 einem Ruf von Jena nach Stuttgart. Dort wurde er Professor der Rechte an der Hohen Karlsschule sowie herzoglicher Regierungsrat. Sein Wirken in Stuttgart währte jedoch nur kurz. Keine vier Jahre nach Amtsantritt verstarb er im Amt.

## Publikationen (Auswahl)
- De successione illustrium tanquam privatorum in allodia, Jena 1765.
- Das Staatsrecht nach der Vernunft und den Sitten der vornehmsten Völker betrachtet, 3 Bände, Jena 1770–1773.
- Das allgemeine Staats-Recht überhaupt und nach der Regierungsform, Jena 1775.
- Repertorium des Teutschen Staats- und Lehnrechts. Bände 1 und 2, Weidmann, Leipzig 1782–1783.